# Alu Spear
Alu Spear   () és un músic senegalès establert a Lleida que canta en wòlof, francès i català sobre sons d'arrel africana combinats amb bases electròniques.

## Discografia
- Mama Africa (2015)[2]
- Cii biti (Fora) (Quadrant Records, 2020)[3]